# Hendrik II van Schweidnitz
Hendrik II van Schweidnitz (circa 1316 - 28 juni 1345) was van 1326 tot 1345 samen met zijn oudere broer Bolko II hertog van Schweidnitz. Hij behoorde tot de Silezische tak van het huis Piasten.

## Levensloop
Hendrik II was de tweede en jongste zoon van hertog Bernard II van Schweidnitz en diens echtgenote Cunegonde van Polen, dochter van koning Wladislaus de Korte van Polen. 
Na de dood van zijn vader in 1326 werd Hendrik II samen met zijn oudere broer Bolko II hertog van Schweidnitz. Hendrik II oefende deze functie niet echt uit en de macht werd voornamelijk uitgeoefend door Bolko. 
Op 1 juni 1338 huwde hij met Catharina (overleden voor 1355), dochter van koning Karel I van Hongarije. Ze kregen een dochter Anna (1339-1362), die huwde met keizer Karel IV van het Heilige Roomse Rijk. 
Hendrik II overleed in 1345 zonder mannelijke nakomelingen na te laten, waardoor zijn oudere broer Bolko als enige hertog van Schweidnitz overbleef. Het is onbekend waar hij begraven werd.